# Austrochaperina brevipes
Austrochaperina brevipes är en groddjursart som först beskrevs av George Albert Boulenger 1897.  Austrochaperina brevipes ingår i släktet Austrochaperina och familjen Microhylidae. IUCN kategoriserar arten globalt som otillräckligt studerad. Inga underarter finns listade.